# Plagiozopelma satoi
Plagiozopelma satoi är en tvåvingeart som beskrevs av Yang 1995. Plagiozopelma satoi ingår i släktet Plagiozopelma och familjen styltflugor. Inga underarter finns listade i Catalogue of Life.